# Santa Cruz de Ribadulla
Ribadulla (llamada oficialmente Santa Cruz de Ribadulla) es una parroquia española del municipio de Vedra, en la provincia de La Coruña, Galicia.

## Entidades de población
Entidades de población que forman parte de la parroquia:
- Afos (A Foz)
- Agrelo
- Albela de Arriba (A Albela de Arriba)
- Angustín
- Bao (O Vao)
- Eiravedra
- Famelga (A Famelga)
- Galegos
- Lagoa (A Lagoa)
- Monreal
- Ortigueira
- Outeiro
- Pazos
- Sete
- Sol
- Tomonde
- Torre de Abajo (A Torre de Abaixo)
- Torre de Arriba (A Torre de Arriba)
- Vista Alegre

## Despoblado
- Torre del Medio (A Torre do Medio)

## Demografía
| Gráfica de evolución demográfica de Ribadulla entre 2000 y 2019 |
|                                                                 |
| Datos según el nomenclátor publicado por el INE.                |